# Trémaouézan
Trémaouézan (bret. Tremaouezan) – miejscowość i gmina we Francji, w regionie Bretania, w departamencie Finistère.
Według danych na rok 1990 gminę zamieszkiwało 370 osób, a gęstość zaludnienia wynosiła 45 osób/km² (wśród 1269 gmin Bretanii Trémaouézan plasuje się na 906. miejscu pod względem liczby ludności, natomiast pod względem powierzchni na miejscu 898.).